# Primera Liga China
La China League One (en chino simplificado, 中国足球协会甲级联赛; pinyin, Zhōngguó Zúqiú Xiéhuì Jiǎjí Liánsài), también conocida como Jia Liga China (中甲联赛), es la segunda división de la República Popular China. La liga está bajo los auspicios de la Asociación China de Fútbol. Por encima de League One está la Superliga de China, máxima categoría de fútbol de dicho país.
Antes de la formación de la Super Liga China, se llamaba Jia Liga y la segunda división era conocida como Jia B League. Los dos entonces los niveles más altos de la liga de fútbol china se conoce como Jia A League y Jia B League, respectivamente.  A Jia fue renombrado como CSL y B Jia fue rebautizado como el actual Jia League en 2004. Debajo de la Liga Jia es el Asociación China de Fútbol Yi Liga, a raíz de los chinos Tallos Celestiales convención de nomenclatura de los números.
Está compuesto en la actualidad por 16 equipos, jugando entre sí en casa y visita. Al final de cada temporada, los dos mejores equipos son promovidos a la Superliga de China y los dos equipos que finalizan más abajo se relegan a China League Two. Los dos mejores equipos de la China League Two son promovidos a la China League One.

## Equipos temporada 2025
| Equipo                   | Ciudad       | Estadio                               | Capacidad |
| ------------------------ | ------------ | ------------------------------------- | --------- |
| Chongqing Tonglianglong  | Chongqing    | Tongliang Long Stadium                | 20,000    |
| Dalian K'un City         | Dalian       | Jinzhou Stadium                       | 30,776    |
| Foshan Nanshi            | Foshan       | Nanhai Sports Center                  | 20,000    |
| Guangdong GZ-Power       | Guangzhou    | Huangpu Sports Center                 | 12,000    |
| Guangxi Pingguo Haliao   | Pingguo      | Estadio de Pingguo                    | 30,000    |
| Heilongjiang Ice City    | Harbin       | Harbin ICE Sports Center              | 48,000    |
| Liaoning Tieren          | Shenyang     | Estadio Olímpico de Shenyang          | 60,000    |
| Nanjing City             | Nankín       | Estadio de Wutaishan                  | 18,600    |
| Nantong Zhiyun           | Rugao        | Rugao Olympic Sports Center           | 25,000    |
| Qingdao Red Lions        | Qingdao      | Qingdao Tiantai Stadium               | 20,525    |
| Shaanxi Union            | Xi'an        | Weinan Sports Center Stadium          | 32,000    |
| Shanghai Jiading Huilong | Shanghái     | Estadio de Jiading                    | 9,704     |
| Shenzhen Juniors         | Shenzhen     | Longhua Cultural and Sports Center    | 5,360     |
| Shijiazhuang Gongfu      | Shijiazhuang | Centro Deportivo Internacional Yutong | 38,500    |
| Suzhou Dongwu            | Suzhou       | Suzhou Sports Center                  | 35,000    |
| Yanbian Longding         | Yanji        | Estadio de Yanji                      | 30,000    |

## Palmarés
| Temporada | Campeón              | Subcampeón                | Tercer lugar             |
| --------- | -------------------- | ------------------------- | ------------------------ |
| 2004      | Wuhan Huanghelou     | Zhuhai Zobon              | Xiamen Lanshi            |
| 2005      | Xiamen Lanshi        | Changchun Yatai           | Zhejiang Greentown       |
| 2006      | Henan Construction   | Zhejiang Greentown        | Guangzhou Evergrande     |
| 2007      | Guangzhou Evergrande | Chengdu Blades            | Jiangsu Sainty           |
| 2008      | Jiangsu Sainty       | Chongqing Lifan           | Nanchang Hengyuan        |
| 2009      | Liaoning Whowin      | Nanchang Hengyuan         | Shenyang Dongjin         |
| 2010      | Guangzhou Evergrande | Chengdu Blades            | Yanbian FC               |
| 2011      | Dalian Aerbin        | Guangzhou R&F             | Guangdong Sunray Cave    |
| 2012      | Shanghai East Asia   | Wuhan Zall                | Fujian Smart Hero        |
| 2013      | Henan Jianye         | Harbin Yiteng             | Guangdong Sunray Cave    |
| 2014      | Chongqing Lifan      | Shijiazhuang Yongchang    | Wuhan Zall               |
| 2015      | Yanbian Changbaishan | Hebei Zhongji             | Dalian Aerbin            |
| 2016      | Tianjin Quanjian     | Guizhou Hengfeng Zhicheng | Qingdao Huanghai         |
| 2017      | Dalian Yifang        | Beijing Renhe             | Shijiazhuang Ever Bright |
| 2018      | Wuhan Zall           | Shenzhen                  | Zhejiang Greentown       |
| 2019      | Qingdao Huanghai     | Shijiazhuang Ever Bright  | Guizhou Hengfeng         |

### Títulos por equipo
| Equipo               | Títulos | Subtítulos | Años campeón |
| -------------------- | ------- | ---------- | ------------ |
| Guangzhou Evergrande | 2       | 0          | 2007, 2010   |
| Henan Jianye         | 2       | 0          | 2006, 2013   |
| Dalian Yifang        | 2       | 0          | 2011, 2017   |
| Chongqing Lifan      | 1       | 1          | 2014         |
| Wuhan Zall           | 1       | 1          | 2018         |
| Wuhan Huanghelou     | 1       | 0          | 2004         |
| Xiamen Lanshi        | 1       | 0          | 2005         |
| Jiangsu Sainty       | 1       | 0          | 2008         |
| Liaoning FC          | 1       | 0          | 2009         |
| Shanghai East Asia   | 1       | 0          | 2012         |
| Yanbian Changbaishan | 1       | 0          | 2015         |
| Tianjin Quanjian     | 1       | 0          | 2016         |
| Qingdao Huanghai     | 1       | 0          | 2019         |

## Goleadores
| Año  | Jugador                        | Equipo                      | Goles |
| ---- | ------------------------------ | --------------------------- | ----- |
| 2004 | Will                           | Wuhan Huanghelou            | 22    |
| 2005 | Mikalay Ryndzyuk               | Guangzhou Sunray Cave       | 15    |
| 2006 | Tico                           | Zhejiang Greentown          | 15    |
| 2007 | Luis Ramírez                   | Guangzhou GPC               | 19    |
| 2008 | Sabin Ilie                     | Qingdao Hailifeng           | 18    |
| 2009 | Martín García                  | Nanchang Hengyuan           | 19    |
| 2010 | Gao Lin                        | Guangzhou Evergrande        | 20    |
| 2011 | Mitchel Brown Johnny Woodly    | Hunan Billows Dalian Aerbin | 13    |
| 2012 | Babacar Gueye                  | Shenzhen Ruby               | 23    |
| 2013 | Babacar Gueye                  | Shenzhen Ruby               | 23    |
| 2014 | Guto                           | Chongqing Lifan             | 21    |
| 2015 | Ha Tae-kyun                    | Yanbian Changbaishan        | 26    |
| 2016 | Luís Fabiano                   | Tianjin Quanjian            | 22    |
| 2017 | Harold Preciado Marcelo Moreno | Shenzhen Wuhan Zall         | 23    |
| 2018 | John Mary                      | Meizhou Hakka               | 24    |
| 2019 | Oscar Maritu                   | Shaanxi Chang'an Athletic   | 22    |

### Mejores porteros
| Año  | Jugador      | Club                     |
| ---- | ------------ | ------------------------ |
| 2013 | Zhou Yajun   | Henan Jianye             |
| 2014 | Wang Guoming | Shijiazhuang Yongchang   |
| 2015 | Chi Wenyi    | Yanbian Changbaishan     |
| 2016 | Zhang Lu     | Tianjin Quanjian         |
| 2017 | Zhang Lie    | Beijing Renhe            |
| 2018 | Mou Pengfei  | Heilongjiang Lava Spring |

### Mejores entrenadores
| Año  | Jugador               | Club                 |
| ---- | --------------------- | -------------------- |
| 2013 | Tang Yaodong          | Henan Jianye         |
| 2014 | Goran Tomić           | Beijing Baxy         |
| 2015 | Park Tae-ha           | Yanbian Changbaishan |
| 2016 | Li Bing               | Guizhou Hengfeng     |
| 2017 | Juan Ramón López Caro | Dalian Yifang        |
| 2018 | Li Tie                | Wuhan Zall           |